# Dongfeng Fengshen A9

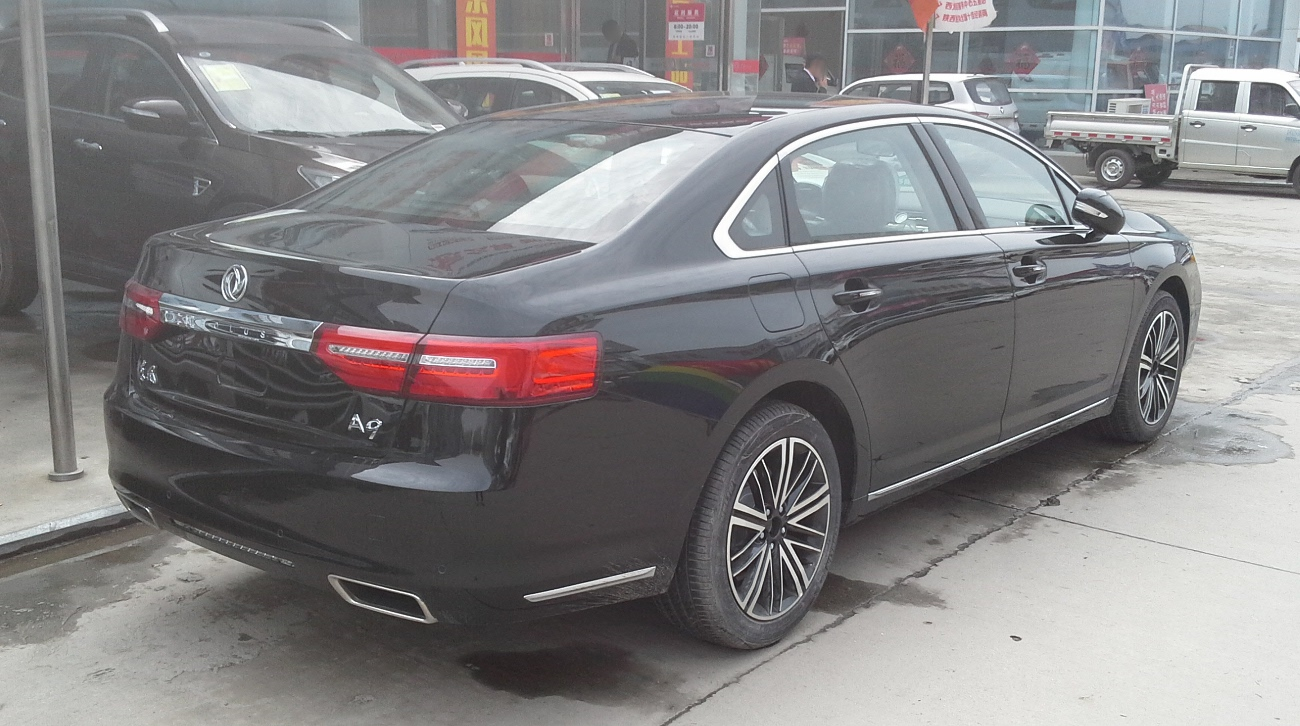
Heckansicht

Der Dongfeng Fengshen A9 ist eine Oberklasse-Limousine der zur Dongfeng Motor Corporation gehörenden Submarke Dongfeng Fengshen der Marke Dongfeng.

## Geschichte
Der A9 kam am 10. April 2016 in China auf den Markt. Das Fahrzeug steht auf der EMP2-Plattform von PSA, auf der auch der ab Oktober 2016 erhältliche Citroën C6 basiert.

## Technische Daten
Den Antrieb übernimmt ein 150 kW (204 PS) starker 1,8-Liter-Ottomotor, der auch im DS 4S, im DS5 LS und im DS 6 zum Einsatz kommt.
|                                             | 1.8T                          |
| Bauzeitraum                                 | 04/2016–04/2019               |
| Motorkenndaten                              |                               |
| Motortyp                                    | Reihen-Vierzylinder-Ottomotor |
| Hubraum                                     | 1751 cm³                      |
| max. Leistung bei min−1                     | 150 kW (204 PS) / 5500        |
| max. Drehmoment bei min−1                   | 280 Nm / 1400–4000            |
| Kraftübertragung                            |                               |
| Antrieb, serienmäßig                        | Vorderradantrieb              |
| Getriebe, serienmäßig                       | 6-Gang-Schaltgetriebe         |
| Messwerte                                   |                               |
| Höchstgeschwindigkeit                       | 230 km/h                      |
| Beschleunigung, 0–100 km/h                  | 8,5 s                         |
| Kraftstoffverbrauch auf 100 km (kombiniert) | 6,6 l Super                   |
| Leergewicht                                 | 1660 kg                       |
| Tankinhalt                                  | 70 l                          |